# Adam Berg
Adam Berg, född 6 december 1972, är en svensk regissör av reklamfilmer, musikvideor och långfilmer. Han är uppvuxen i Slagsta (Eskilstuna) och är bror till musikern Joakim Berg från gruppen Kent.
Berg sysslar numera huvudsakligen med reklamfilmer och har skrivit och regisserat för Philips, Ikea, Nike, Volvo, Apple och Uber. 2009 gjorde Adam Berg reklamfilmen Carousel för Philips. Filmen vann Film Grand Prix vid Cannes Lions International Advertising Festival.
Under åren 2009–2017 bodde Berg med familjen i Los Angeles för att sedan återvända till Stockholm.
2011 regisserade Berg In, en svensk thriller i kortfilmsformat. Filmen premiärvisades den 28 januari 2011 på Göteborgs filmfestival och visades samma år av Sveriges Television. In belönades 2011 med Svenska Filminstitutets och Sveriges Televisions novellfilmpris.
Berg skrev manus och regisserade långfilmen Svart krabba som hade premiär på Netflix den 18 mars 2022.

## Videografi i urval
- A-Ha – Summer Moved On
- Death in Vegas – Rocco
- dEUS – Sister Dew
- Gay Dad – Oh Jim
- Graham Coxon – I Wish
- Groove Armada – My Friend
- Haven – Tell Me
- Idlewild – A Film for the Future
- Idlewild – Everyone Says You're So Fragile
- Idlewild – I'm a Message
- JJ72 – Formulae
- Kent – Gravitation
- Kent – If You Were Here
- Kent – Things She Said
- Kent – 747
- Kent – Music Non Stop
- Kent – Chans
- Kent – Dom andra
- Kent – Dom som försvann
- Kent – FF
- Kent – Vinter Noll2
- Kent – Palace & Main
- Kent – Ingenting
- Reef – All I Want
- Jennie Löfgren – You Make Me Feel
- The Cardigans – Erase/Rewind
- The Motorhomes – Into the Night
- Yvonne – Modern Love
- Lisa Miskovsky – Lady Stardust
- Busty – Lovestreamed
- superswirls – Leave Your friends
- superswirls – Tune in Your Superswirls

## Filmografi
- 2009 – Carousel
- 2011 – In
- 2022 – Svart krabba